# Pusztaszentistván megállóhely
Pusztaszentistván megállóhely egy Pest vármegyei vasútállomás, Mende településen, melyet a MÁV üzemeltet.

## Vasútvonalak
Az állomást az alábbi vasútvonalak érintik:
- Budapest–Újszász–Szolnok-vasútvonal

## Kapcsolódó állomások
A vasútállomáshoz az alábbi állomások vannak a legközelebb:
- Mende vasútállomás (Budapest–Újszász–Szolnok-vasútvonal)
- Sülysáp vasútállomás (Budapest–Újszász–Szolnok-vasútvonal)

## Forgalom
| Járat               | Útvonal | Gyakoriság                  |
| ------------------- | --- | --------------------------- |
| S60                 | Budapest-Keleti – Kőbánya felső – Rákos – Rákoshegy – Rákoskert – Ecser – Maglód – Maglódi nyaraló – Gyömrő – Mende – Pusztaszentistván – Sülysáp (– Szőlősnyaraló – Tápiószecső – Szentmártonkáta – Nagykáta – Tápiószentmárton – Farmos – Tápiószele – Tápiógyörgye – Újszász – Zagyvarékas – Szolnok) | Kb. félóránként             |
| Vitorlás InterRégió | Szolnok – Újszász – Nagykáta – Szentmártonkáta – Tápiószecső – Szőlősnyaraló – Sülysáp – Pusztaszentistván – Mende – Gyömrő – Maglódi nyaraló – Maglód – Ecser – Rákoskert – Rákoshegy – Rákos – Kőbánya felső – Ferencváros – Budapest-Kelenföld – Velence – Székesfehérvár – Balatonaliga – Szabadisóstó – Szabadifürdő – Siófok – Balatonszéplak felső – Balatonszéplak alsó – Zamárdi felső – Zamárdi – Szántód – Balatonföldvár – Balatonszemes – Balatonlelle – Balatonboglár – Fonyódliget – Fonyód | Nyári hétvégéken napi 1 pár |